# Vicki Chase

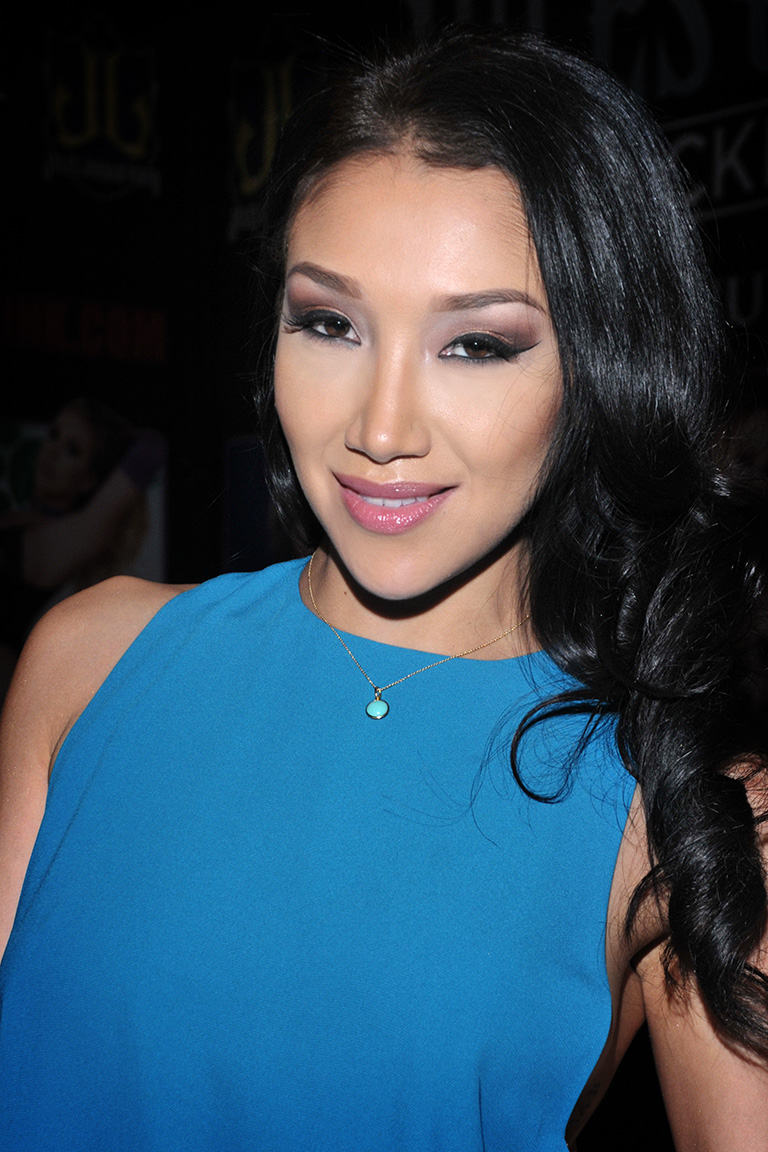
Vicki Chase (2016)

Vicki Chase (* 5. Februar 1985 in Los Angeles als Victoria Ramirez) ist eine US-amerikanische Pornodarstellerin mexikanischer Abstammung.

## Leben
Chase wurde in Los Angeles geboren, dort wuchs sie auch auf und arbeitete vor dem Beginn ihrer Karriere als Pornodarstellerin als Bankangestellte. Seit 2009 hat sie in mehr als 400 Filmproduktionen mitgewirkt, hat während ihrer gesamten Karriere mehrere AVN-Nominierungen erhalten und wurde mit den Xbiz- und XRCO-Awards ausgezeichnet. Neben Darbietungen in Pornofilmen der Genres Lesbian und Latin ist sie auch für ihre Mitwirkung in Parodie-Pornofilmen bekannt.

## Filmografie (Auswahl)
- 2009: POV Junkie 1
- 2010: Suck It Dry 8
- 2010: Not Charlie's Angels XXX
- 2010–2012: Slumber Party 1-9, 11, 14, 15, 16, 18
- 2011: Women Seeking Women 71
- 2011: Official Jerry Springer Parody
- 2011: Saturday Night Fever: An Exquisite Films Parody
- 2011: Latin Booty
- 2011: Beverly Hillbillies XXX: a XXX Parody
- 2011: Big Mouthfuls 13
- 2011: Spandex Loads 2
- 2011: This Isn't the Twilight Saga: Breakin Dawn - the XXX Parody
- 2012: Blow Me Sandwich 15
- 2011: Saturday Night Live XXX
- 2012: Zorro XXX
- 2012: Latin Adultery 18, 22, 25
- 2012: Cock Craving Latinas
- 2012: Animal House XXX
- 2012: 8th Street Latinas 21
- 2013: Barely Blue Velvet: a XXX Parody
- 2013: Not The Bradys XXX: Marcia Goes To College!
- 2013: Bridesmaids
- 2014: Wet Asses 3
- 2014: Let Me Suck You 6
- 2014: V For Vicki
- 2014: This Ain’t Supernatural XXX
- 2015: Barefoot Confidential 85
- 2015: POV Pervert 18
- 2015: Peter Pan XXX: An Axel Braun Parody
- 2015: Car Wash Girls 3
- 2017: Young & Beautiful 3
- 2017: Anal Beauty 7
- 2018: After Dark
- 2019: Interracial Icon 11
- 2019: Divine
- 2019: Tushy Raw 6
- 2019: Dirty Cosplay
- 2019: Anal Threesomes 5
- 2019: Rules Are Meant To Be Broken
- 2020: Swallowed.com 40
- 2021: Dirty Masseur 21
- 2021: Influenced
- 2021: Poppin' Latin Pussy 20
- 2021: Blacked Raw 40
- 2021: Anal Icons 1
- 2022: Grinders

## Auszeichnungen
- 2013: XRCO Award als Unsung Siren of the Year
- 2014: XRCO Award als Orgasmic Oralist of the Year
- 2014: XRCO Award als Unsung Siren of the Year
- 2015: AVN Award als Best Oral Sex Scene für Let Me Suck You 6 (2014)[2]
- 2016: XRCO Award als Orgasmic Oralist of the Year
- 2018: XRCO Award als Orgasmic Oralist of the Year[3]
- 2019: XRCO Award als Orgasmic Oralist of the Year[4]
- 2023: AVN Award in der Kategorie Best Foursome/Orgy Scene in High Gear (zusammen mit Violet Myers, Vic Marie, Vanna Bardot, Nicole Doshi, Savannah Bond, Anton Harden, Richard Mann, Isiah Maxwell, Jonathan Jordan, Brickzilla, Garland, Jamie Knoxx, Jay Hefner, John Legendary, Tyrone Love, Stretch & Zaddy)[5]
- 2024: AVN Award in der Kategorie Best Blowbang Scene[6]